# NGC 1080
NGC 1080 è una galassia a spirale intermedia situata nella costellazione della Balena, a una distanza di circa 367 milioni di anni luce dalla nostra Via Lattea.

## Scoperta
La galassia è stata scoperta il 21 ottobre 1886 dall'astronomo statunitense Lewis Swift.

## Descrizione
NGC 1080 ha una classe di luminosità III e presenta una larga riga a 21 cm dell'idrogeno neutro.

## Supernova
Il 13 gennaio 2009, all'interno di NGC 1080 è stata scoperta la supernova SN 2009I da un gruppo di astronomi impegnati nel programma di ricerca di supernove denominato CHASE (CHilean Automatic Supernova sEarch) dell'Università del Cile. La supernova è stata classificata di tipo Ia.